# Локшин, Давид Борисович
Дави́д (Дми́трий) Бори́сович Локши́н (20 октября 1921, Карачев, Брянская область — 6 ноября 1995, Москва) — советский и российский автор и исполнитель обработок русских народных мелодий:109 на трапециевидных гуслях и хроматических перекрёстных 48-струнных гуслях собственной конструкции:116. Заслуженный артист Российской Федерации (1996).

## Биография

### Детство
Давид Беркович Локшин, младший, десятый ребёнок в многодетной еврейской семье, родился 20 октября 1921 года в Карачеве Брянской области. Примечательно, что музыкально одарены были и другие дети: старшие братья Давида, будучи уже взрослыми, играли на нескольких музыкальных инструментах.
Отец, Беер (Берко) Давидович Локшин, кровельщик высокой квалификации, получал подряды даже за чертой оседлости, что позволяло семье не бедствовать. Мать, Хая-Рива Шер, занималась воспитанием детей.
После смерти отца старшие дети покинули отчий дом в поисках заработка и образования. Поэтому, став круглым сиротой после кончины матери, шестилетний Давид воспитывался в одном из детских домов Минска, а затем оказался в Доме художественного воспитания детей в Ленинграде.

### Годы юности, участие в Великой Отечественной войне
Первые навыки игры на гуслях Д. Б. Локшин получил у Петра Ефимовича Шалимова и в 1939—1941-м годах был участником руководимого П. Е. Шалимовым ансамбля гусляров Ленгосэстрады. В эти же годы Давид учился живописи в Ленинградской академии художеств у М. Д. Янкова и О. В. Мейера.
Справка из военкомата, которая хранится в семье потомков Д. Б. Локшина, свидетельствует о том, что 2 июля 1941 года он вступил добровольцем в Ленинградское народное ополчение, а после ожесточённых боёв, контуженный, в октябре того же года был захвачен фашистами в плен и отправлен в концлагерь. Другая справка, из Красного Креста, сообщает, что в 1943 году, пойманный при неудачной попытке побега из лагеря, он был переведён в другой, более строгий концлагерь.
Об этом периоде жизни Давид Борисович вспоминал:
В концлагере мы больше всего боялись сойти с ума, потерять надежду на жизнь. И каждый старался поддержать другого. Какой важной оказалась здесь моя профессия музыканта! В мусорной куче я нашёл консервную банку и обрывки телефонного провода. Приладил к банке деревяшку, натянул проволоку – получилось что-то наподобие балалайки. Поздно ночью я играл соседям по бараку всё, что умел. И чувствовал, что мой нехитрый инструмент напоминает им о нормальной человеческой жизни, о родных и близких…
После освобождения военнопленных наступающими частями Советской Армии 20 октября 1944 года, в день своего 23-летия, Давид был репатриирован в СССР.

### Творчество

#### Начало пути. Первое признание
Уже после Великой Отечественной войны в 1945 году Давид Локшин возобновил концертную деятельность. Сначала — как исполнитель-инструменталист в оркестре Народного хора Всесоюзного радио, где играл не только на гуслях, но и на четырёхструнной домре.
В 1949—1951-м годах он продолжил и своё художественное образование — в студии А. Г. Сретенского. Однако мечта стать художником делалась призрачной: пострадавший при контузии глаз резко терял зрение. Так в центре внимания оказались гусли.
Локшин верил, что они могут стать великолепным сольным, концертным инструментом. Для этого требовалось преобразить, усовершенствовать их. Вот почему, продолжая играть в оркестре Народного хора, молодой музыкант работал над созданием шлемовидных гуслей, стремясь расширить их возможности. Когда задача создания концертных гуслей была им решена (в середине 1950-х годов), Давид Локшин начал сольную карьеру в качестве солиста-гусляра Москонцерта.
В 1960 году Д. Б. Локшин стал дипломантом 1-го Всероссийского конкурса артистов эстрады. А в 1961-м на 10-й грампластинке серии «Избранные русские песни», выпущенной в 1960—1961 годах Всесоюзной фирмой звукозаписи «Мелодия», был помещён «Плясовой наигрыш» в его исполнении.
Примечательные воспоминания об этом периоде творчества Д. Б. Локшина оставил Юрий Сафронов, один из участников ансамбля гусляров, которым в 1960-е годы в Ленинградском доме культуры им. Цюрупы руководил П. Е. Шалимов:
Однажды к нам заглянул Локшин. Он был уже профессионалом, известным в музыкальных кругах изобретателем нового инструмента, получившего название "гусли Локшина" <…> Шалимов, кстати, очень гордился этим своим учеником и часто ставил нам его в пример.

#### Создание гуслей новой конструкции

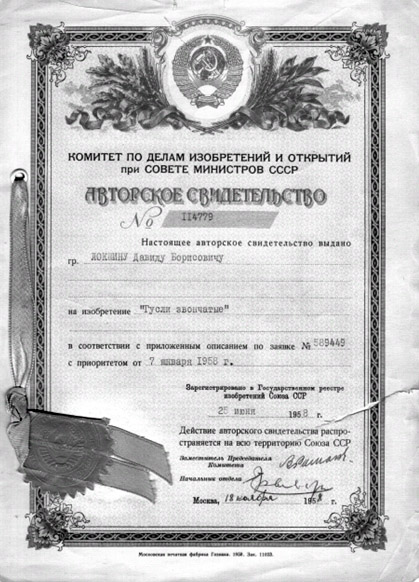
Авторское свидетельство Д.Б. Локшина на изобретение гуслей новой конструкции

Опираясь на чертежи и описания старинных «новгородских» гуслей, Д. Б. Локшин внёс в инструмент оригинальные технические дополнения, получив гусли с богатым, певучим, красивым тембром звучания. Им создано несколько конструкций шлемовидных гуслей: 19-струнных, 23-струнных, хроматических перекрёстных 48-струнных:116, а также портативные клавишные гусли. Авторство Давида Борисовича подтверждено свидетельством № 114779, выданным Комитетом по делам изобретений и открытий при Совете министров СССР в 1958 году. А в 1962-м за конструкцию 48-струнных концертных гуслей Д. Б. Локшин был удостоен Серебряной медали ВДНХ:116.
Гусли Локшина отличаются от обычных двумя перекрёстными рядами струн (по 24 в каждом): один ряд настраивается в мажорном, другой — в минорном ладу. Исполнитель может использовать один или одновременно два ряда. Доступными становятся произведения, в которых встречаются хроматические последовательности звуков. В этом инструменте сочетаются принципы игры как на звончатых (иначе — крыловидных, или треугольных), так и на щипковых (шлемовидных) гуслях. Увеличенный до трёх с половиной октав (от си большой октавы до ми третьей) диапазон позволяет одновременно исполнять мелодию и аккомпанемент. На таком количестве струн можно вести полифонические диалоги: левая рука играет щипком, как на старинных шлемовидных гуслях, а правая выводит мелодию, тремолируя медиатором как на домре, балалайке, да ещё и успевает брать долго гудящие аккорды, как на гуслях звончатых, приёмом бряцания.
В экспозиции Государственного центрального музея музыкальной культуры им. М. И. Глинки представлены 48-струнные перекрёстные гусли, изготовленные Павлом Евсеевичем Путро в 1954 году. В запасниках музея хранятся 32-струнные (по 16 струн с каждой стороны) перекрёстные гусли работы того же мастера, датируемые 25 сентября 1946 года.

#### Годы творческой зрелости
Сольная игра на звончатых гуслях была новым шагом в развитии гусельного исполнительства по сравнению с ансамблевым искусством, энтузиастами которого были Осип Смоленский, Николай Голосов и Пётр Шалимов — учитель Давида Локшина. На сольном поприще музыкант-самородок, популяризатор гусельной музыки и народных инструментов служил более 40 лет.
Будучи артистом-просветителем, Давид Локшин в сольных концертах играл не только на гуслях, но и на балалаечках, сделанных по его заказу, на свирели, жалейке, рожке, ложках, гармошечках-черепашках. И не только играл — рассказывал об истории этих инструментов. Умел приноровиться ко взрослой и детской аудитории, быть понятым всеми и интересным каждому.
Известный русский советский поэт Виктор Боков, вдохновлённый творчеством Давида Локшина, посвятил музыканту написанное в 1970 году стихотворение «Гусляр». Вот как оно завершается:
Падал гусляр на холодную глину,

Где никакие цветы не цвели.

Гусли его продолжали былину

Непокорённости русской земли.

Эту легенду я слышал в народе,

Верю, что люди нисколько не врут,

Будто под Новгородом у дороги

Гусли убитого парня поют.

То зазвенят они ручейками,

То затокуют, как тетерева,

То зашумят, как деревья верхами,

Значит, душа музыканта жива!
Локшин не только исполнял народные наигрыши — он создал самобытный репертуар для гуслей: обработал народные песни и танцы, написал оригинальные произведения. Многие композиции Локшина в авторском исполнении вошли в золотой фонд Центрального радио и телевидения России.
В 1972 и 1980 годах Всесоюзной фирмой звукозаписи «Мелодия» были выпущены два сольных виниловых диска-гиганта (моно и стерео) с записью его игры. В середине 1970-х появился документальный фильм «Играет Дмитрий Локшин», который в виде разрозненных фрагментов — видео- и аудио-номеров — теперь представлен на ряде сайтов , .
Очевидцы свидетельствуют, что гусли звучали у него как русский орган, как целый оркестр. Впечатление от звучания локшинских гуслей и его исполнительского мастерства переданы, в частности, в воспоминаниях Т. А. Рокитянской.

#### Содружество музыки и живописи
В 1980—90-е годы Д. Б. Локшин вернулся к занятиям живописью. В Москве состоялось несколько его персональных художественных выставок (в 1984, 1986, 1989 годах), которые сопровождались сольными гусельными концертами. Давид Борисович представал на этих культурных событиях как поистине уникальная творческая личность. В 1991 году на приуроченной к 50-летию начала Великой Отечественной войны выставке художников-ветеранов в выставочном зале Центрального дома работников искусств были представлены и отмечены три полотна Д. Б. Локшина.
В том же 1991 году Д. Б. Локшин стал членом Международной Федерации художников (IFA, International Federation of Artist) ЮНЕСКО. Его удостоверение за номером 5069 подписано Э. Н. Дробицким.
Весной 1995 года открылась выставка живописи Локшина в Болгарском культурном центре, в один из дней которой знаменитый музыкант и его последователи — ансамбль «Светочъ» — дали гусельный концерт.
Последнее выступление Давида Борисовича Локшина состоялось 5 мая 1995 года в Музее музыкальной культуры им. Глинки, где в это время также была развёрнута выставка его картин. Отдавая дань почтения этому разнообразно талантливому человеку, в концерте в честь мастера приняли участие многие гусляры, педагоги и студенты.

#### Почётное звание
Восемь раз в течение жизни Локшина коллегами предпринимались безуспешные попытки представить его к званию «Заслуженный артист РСФСР».
В 1994 году Т. А. Рокитянская в девятый раз подала прошение о награждении. На этот раз препон не было. Указом Президента РФ от 09.04.1996 № 512 «О награждении государственными наградами Российской Федерации» Давиду Борисовичу Локшину присвоено почётное звание «Заслуженный артист Российской Федерации», до вручения которого он не дожил.
Д. Б. Локшин скончался 6 ноября 1995 года в Москве, похоронен на Востряковском кладбище.

## Продолжение дела Локшина

### Ученики и последователи
В последние годы жизни Локшин обрёл учеников. Одна из них — Любовь Басурманова (баянист по образованию, дочь баяниста-педагога А. П. Басурманова) — стала единственным профессиональным музыкантом, выступающим с хроматическими гуслями его конструкции, сохраняющим и развивающим исполнительские традиции своего учителя. Начало её увлечения гуслями было положено 9 мая 1991 года, когда она, вместе со своими коллегами, побывала в гостях у Локшина. Овладев игрой на гуслях Л. Басурманова выступала в ансамбле «Светоч».
Другой ученик Давида Борисовича — певец-гусляр, руководитель группы «Живая вода» Егор (Юрий) Стрельников. Под впечатлением записей мастера молодой человек разыскал его, попросился в ученики. Локшин поселил Стрельникова у себя дома и помог овладеть многими тонкостями и приёмами игры. Е. Стрельников принимает активное участие в фестивалях духовной и традиционной музыки.

### Судьба гуслей Локшина
Продолжают жить и дарить радость людям сконструированные Давидом Борисовичем инструменты. Прежде всего — 48-струнные перекрёстные гусли, изготовленные в 1965 году Венедиктом Степановичем Кашутиным, с которыми активно концертирует Л. Басурманова. Собственно, только П. Е. Путро и В. С. Кашутин сумели в полной мере реализовать конструкторский замысел Локшина. Достоверных сведений об изготовлении 48-струнных инструментов «конструкции Локшина» другими мастерами нет.
В 1990-е годы по чертежам Д. Б. Локшина мастером Александром Перевозчиковым было изготовлено двадцать односторонних инструментов с разным числом струн (от 19 до 23), на которых играют музыканты-профессионалы.
В течение последних 15 лет (с конца 1990-х) дело Перевозчикова успешно продолжает Владимир Боков.

### Воплощение мечты
Мастерство Д. Б. Локшина всегда было обращено к людям, служило связи прошлого с настоящим и устремлялось в будущее. Созданные им гусли с разным числом струн предназначались в том числе и для пошагового обучения игре на этом инструменте — начиная с детского возраста. Ещё в 1950-е годы он предлагал открыть класс гуслей в Московской музыкальной школе № 1. Тогда его инициатива не нашла поддержки.
Спустя год после ухода Давида Борисовича из жизни его давняя мечта сбылась. С 1996 года в Московской вальдорфской школе № 1060 Т. А. Рокитянская и Л. А. Басурманова дают групповые и индивидуальные уроки игры на 19-струнных Локшинских гуслях. Каждый ребёнок, обучающийся в этой школе, знакомится с гуслями во 2-м классе.
А в 1997 году в Московской музыкальной школе № 5 им. К. Н. Игумнова педагогом Е. М. Комарницкой был открыт и ныне действует класс шлемовидных гуслей.
Записи игры Д. Б. Локшина используются не только в музыкальной педагогике. Слушая звучание гуслей, малыши учатся передавать своё восприятие мира в красках и создают яркие, выразительные рисунки.
Давид Локшин стал не только одним из наиболее ярких выразителей и хранителей традиций русской национальной культуры, но и обогатил её.

### Фестиваль «Гусли — через века»
Память о мастере бережно хранят его земляки. С декабря 2001 года на Брянщине, сначала в родном его Карачеве, а в последние годы — в Брянске — проводится фестиваль гусельной музыки «Гусли — через века» памяти Давида Локшина. Инициатором фестиваля стал руководитель оркестра «Здравица» Андрей Красников.
История фестиваля такова. По совету орловского композитора Евгения Дербенко в оркестр, который, помимо ударных, был сформирован исключительно из балалаек разных размеров и видов — пикколо, примы, секунды, альта, баса и контрабаса, в 1996 году влились звончатые гусли. Изучая материалы, касающиеся этого инструмента, А. Красников обнаружил, что в г. Карачеве родился Д. Б. Локшин. Он поделился своим открытием с Дербенко, а тот подал мысль организовать фестиваль гусельной музыки на родине великого гусляра.
В результате подготовительной работы, которая велась с 1998 года, в декабре 2001-го состоялся 1-й Карачевский фестиваль гусельной музыки, посвящённый 80-летию Д. Б. Локшина. В числе организаторов — заслуженная артистка России Л. Жук и возглавляемый ею ансамбль народной музыки «Купина». Большое содействие оказали Ассоциация «Классическое наследие» (председатель Т. Л. Марголина), РОО «Брянское землячество» в Москве (председатель А. Г. Митюков), администрация города и района.

### Публикации
В 2005 году вышел в печати посвящённый памяти Д. Б. Локшина учебник «Гусли», написанный Л. А. Басурмановой в соавторстве с известным музыкальным педагогом Т. А. Рокитянской. Учебник предназначен для начального этапа обучения игре на 19-струнных гуслях.
В 2008 году издан нотный сборник Д. Б. Локшина «Пьесы и обработки для гуслей».
В 2011 году Издательским домом «Петрополис» выпущен иллюстрированный каталог «Музыкальные инструменты народов мира» из собрания В. А. Брунцева. В числе тех, кому собиратель выражает глубокую благодарность за вклад в создание коллекции, и Д. Б. Локшин. А принадлежавшие ему гусли псалтиревидные работы мастера В. Бурова, с которыми музыкант выступал в лучших концертных залах столицы и на Центральном телевидении СССР, названы уникальным экспонатом коллекции.

## Список сочинений и обработок

### Для исполнения без сопровождения

#### Пьесы для 48-струнных перекрёстных гуслей
- 1967 — «Ивушка» (на тему Г. Пономаренко)
- 1967 — «Уж как пал туман»
- 1968 — «Не шуми, мати, зелёная дубравушка»
- 1969 — «Грушица» (обработка современной русской народной песни)
- 70-е годы — Фантазия на темы русских романсов
- 70-е годы — Фантазия на темы народной песни о Волге и песни Е. П. Родыгина «Уральская рябинушка»

#### Пьесы для 19- и 23-струнных односторонних гуслей
- 1977 — «Солнце красное закатилося»
- 1977 — Триптих на темы русских песен «Рябинушка», «Солнце красное», «Ах вы, сени, мои сени»
- 1978 — «Вей, ветерок» (латышская песня)
- 1980 — «Венок былин» (былинные наигрыши по записи Н. А. Римского-Корсакова, обработка для гуслей)
- 1980 — «Зелёная роща всю ночь прошумела»
- 1980 — «Ночная песня» (финская народная мелодия)
- 1982 — Горномарийские старинные напевы (памяти В. С. Кашутина, оригинальная пьеса).
- 1982 — «Веснянка» (свободная обработка белорусской песни)
- 1990-е — «Плач Израиля» (по воспоминаниям детства, оригинальная пьеса)
- 1990-е — хасидский напев (по мотивам Леонарда Бернстайна)
- 1990-е — Еврейские народные мотивы (по воспоминаниям детства, оригинальная пьеса)
- 1990 — «Уж ты сад»
- 1992 — «Гдовский наигрыш» (оригинальная пьеса)

### Для исполнения в сопровождениифортепианоилиоркестра
- 1970 — «Лебёдушка» (оригинальная пьеса)
- 1970 — «Круговая кадриль» (оригинальная пьеса)
- 1970 — «Девичий хоровод»
- 1970 — «Колокольцы» (оригинальная пьеса)
- 1970 — «Дума о Ярославне» (иначе — «Думка», оригинальная пьеса)
- 1970 — «У колыбели» (оригинальная пьеса)
- 1972 — "Русские переборы (инструментальная мозаика на темы «Барыни» и «Страданий»)
- 1976 — «Научить ли тя, Ванюша» (обработка русской народной песни)
- 1977 — «Тамбовский наигрыш»
- 1977 — «Как по морю»
- 1977 — «Уж как по лугу»
- 1977 — «На горе-то калина»
- 1977 — «Казаки в походе»
- 1978 — «Думы мои» (обработка украинской песни)
- 1979 — «Тульяк» (на тему эстонского народного танца)
- 1979 — «Кепурине» (на тему литовского народного танца)
- 1979 — «Бульба» (обработка белорусской народной песни)
- 1979 — «Комарики» (русская кадриль)
- 1979 — «Смоленская полька»
- 1979 — «За горами, за долами»
- 1980 — «Карельский танец»
- 1980 — «Русская рапсодия» на темы песен «Ты не стой, колодец», «Как под лесом»
- 1981 — «Песня Алёши» (переложение музыки А. Т. Гречанинова)

## Дискография

### Дмитрий Локшин (гусли).Диск-гигант,моно. 1972-й год
- Былинные наигрыши
- Уж как пал туман
- На горе-то калина

(русские народные песни)
- Фантазия на темы русских романсов
- Круговая кадриль (Д. Локшин)
- Ивушка (Г. Пономаренко)
- Девичий хоровод (Д. Локшин)
- Пьеса на темы трёх русских народных песен: «Рябинушка», «Солнце красное», «Ах вы, сени мои, сени» (Д. Локшин)
- Грушица (современная русская народная песня)
- Колокольцы, Лебёдушка, Думка, У колыбели (Д. Локшин)
- Русские переборы (инструментальная мозаика на темы «Барыни» и «Страданий»

### Дмитрий Локшин. Гусли звончатые. Диск-гигант, стерео. 1980 год
- Русские наигрыши
- Солнце красное закатилося
- Былинные наигрыши
- Научить ли тя, Ванюша
- На горе-то калина
- Д. Локшин. Русские переборы. Пьеса для баяна, гуслей, балалайки, ложек, свистулек и рожка
- А. Гречанинов. Песня Алёши
- Думы мои, украинская народная песня
- Вей, ветерок, латышская народная песня
- Тульяк, эстонский народный танец
- Кепурине, литовский народный танец
- Бульба, белорусский народный танец
- Д. Локшин. Русская кадриль
- Три русские народные песни: «Лебёдушка», «Как по морю», «Уж как по лугу»

### Играет Давид Локшин
«Грушица» — современная русская народная песня, Д. Локшин, гусли (запись 1972 года). «Думы мои» — украинская народная песня, Д. Локшин, гусли; Г. Зингер, ф-но (запись 1980 года).